# 샹젤리제-클레망소 역
샹젤리제-클레망소(프랑스어: Champs-Élysées–Clemenceau, 프랑스어 발음: [ʃɑ̃z‿elize kləmɑ̃so]) 역은 파리의 8구에 위치한 파리 메트로역으로, 1호선과 13호선의 환승역이다.
역 승강장과 터널은 샹젤리제 거리와 클레망소 광장 아래에 있다. 1900년 7월 19일 1호선 1차 구간인 포르트 드 뱅센-포르트 마이요 구간의 일부로 개업한 8개역 중 하나이다. 13호선 승강장은 미로메닐발 연장선의 일부로 1975년 2월 18일에 개통되었다. 이 역은 1976년 11월 9일 13호선으로 통합된 옛 14호선과의 연결을 위한 센강 아래 연장선이 개통될 때까지 노선의 남쪽 종착역이었다.
역의 북쪽에는 프랑스 대통령의 관저인 엘리제궁(Élysée Palace)이 있다.
남쪽에는 그랑 팔레와 프티 팔레가 있다. 조르주 클레망소 광장 외부에는 두 차례의 세계 대전에 참여한 세계 지도자(조르주 클레망소, 샤를 드 골, 윈스턴 처칠)들의 동상이 세워졌다.

## 역 구조
| G  | 거리층                                                 | 출구                                                                    |
| B1 | 대합실                                                 | 운임 구역                                                               |
| B2 | 상대식 승강장, 오른쪽 출입문이 열림, 스크린도어 설치됨 | 상대식 승강장, 오른쪽 출입문이 열림, 스크린도어 설치됨                  |
| B2 | 서행                                                   | ← 라 데팡스-그랑드 아르슈 방면 (프랭클린 D. 루즈벨트)                   |
| B2 | 동행                                                   | → 샤토 드 뱅센 방면 (콩코드) →                                          |
| B2 | 상대식 승강장, 오른쪽 출입문이 열림, 스크린도어 설치됨 |                                                                         |
| B3 | 상대식 승강장, 오른쪽 출입문이 열림                    | 상대식 승강장, 오른쪽 출입문이 열림                                     |
| B3 | 북행                                                   | ← 아니에르-젠느빌레-레쿠르티유 또는 생드니-유니베르시테 방면 (미로메닐) |
| B3 | 남행                                                   | → 샤티용-몽루주 방면 (앵발리드) →                                       |
| B3 | 상대식 승강장, 오른쪽 출입문이 열림                    |                                                                         |

## 사진첩

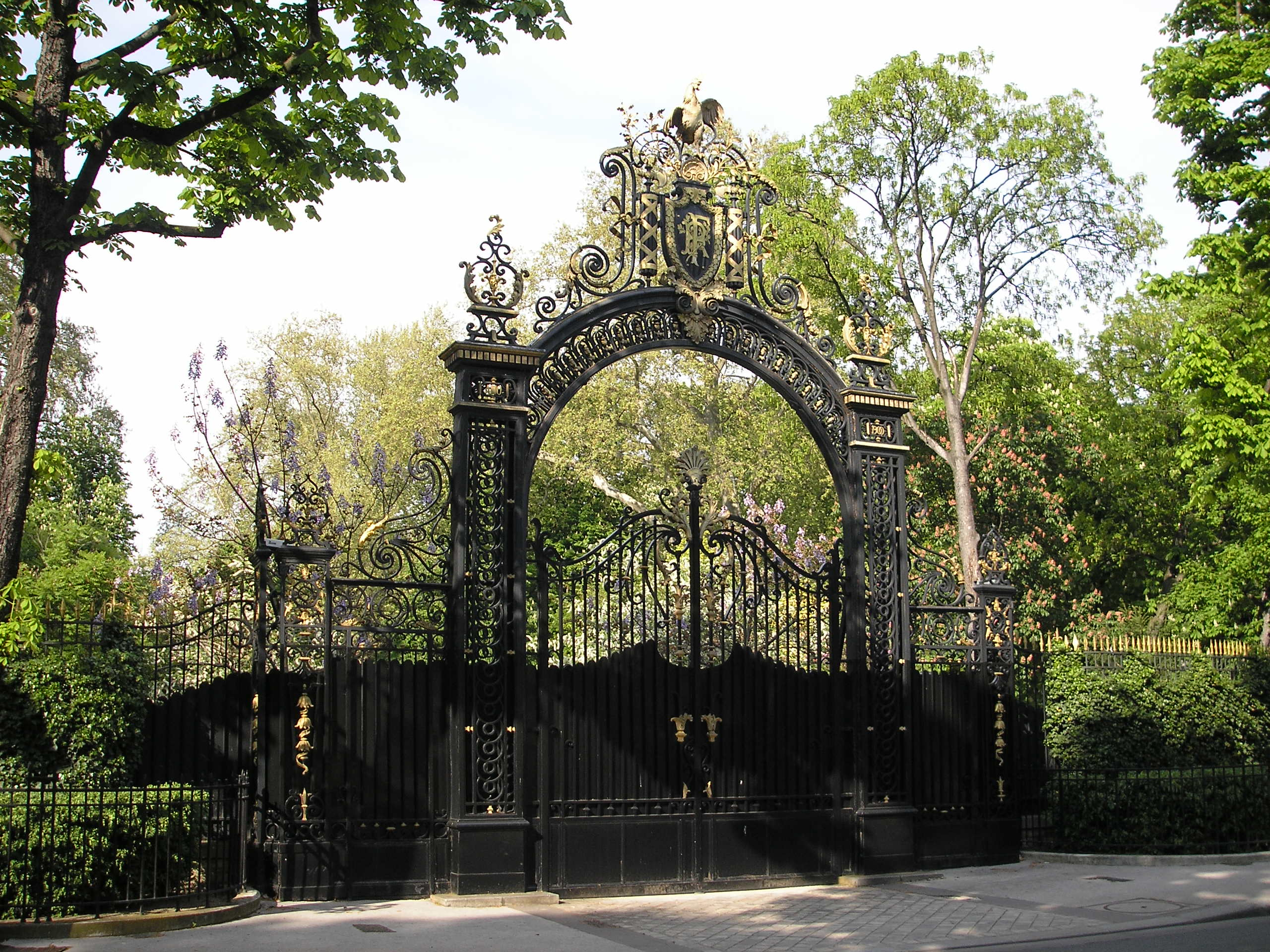
엘리제궁 정원의 출입문
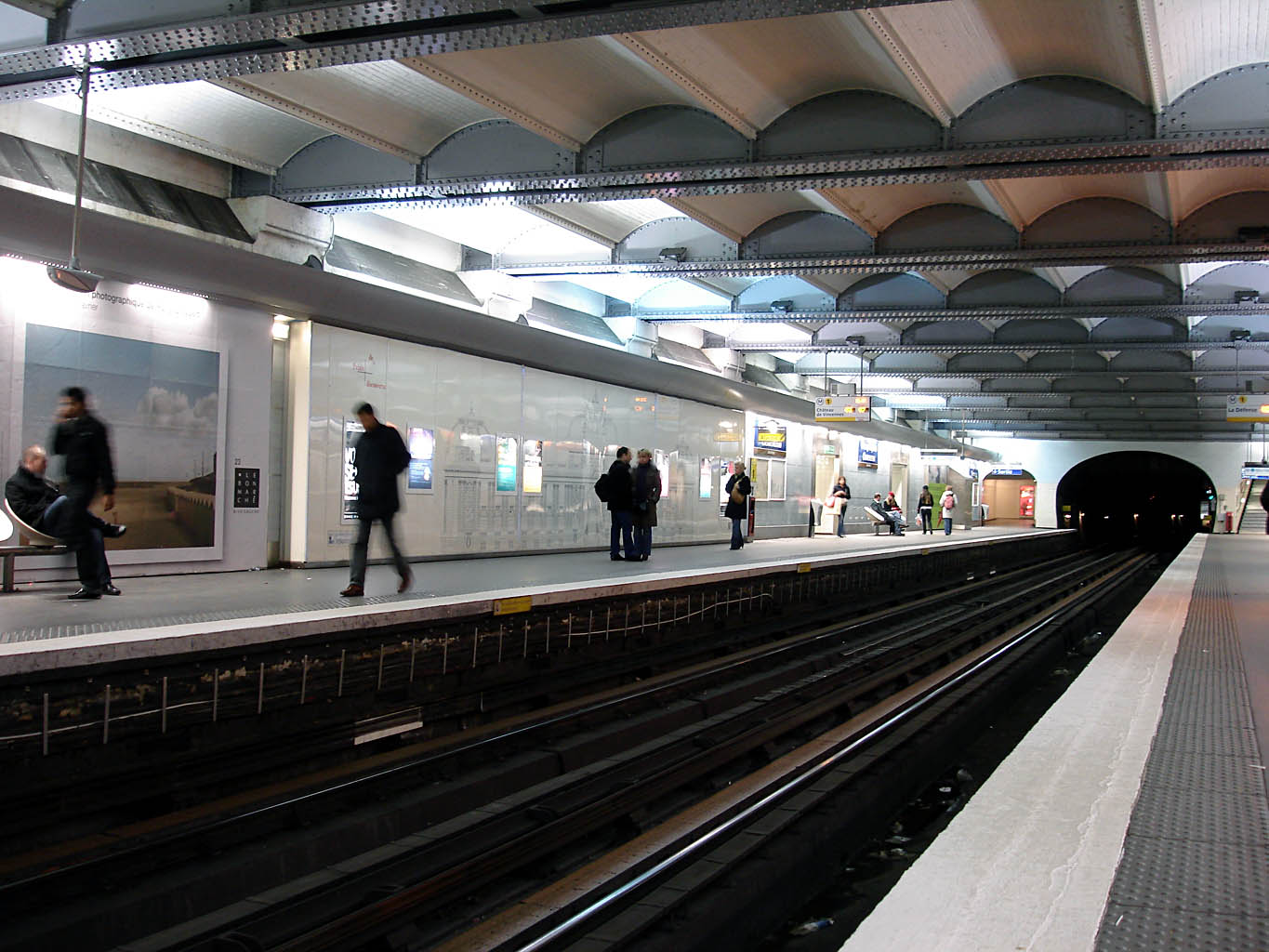
1호선 승강장
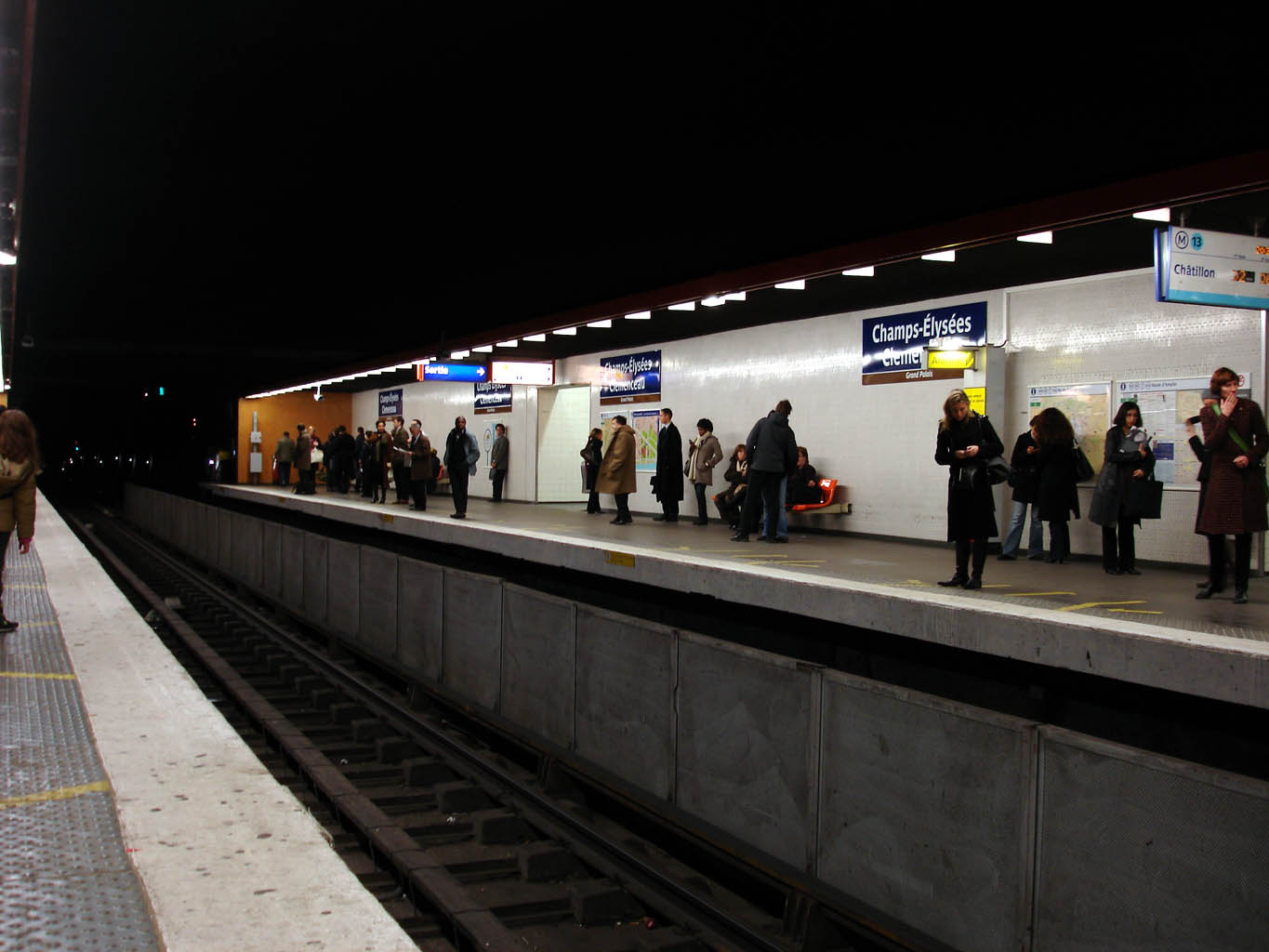
13호선 승강장